# Musée des copies
Le musée des copies est, pendant quelques mois en 1873, un musée parisien abrité par le Palais de l'Industrie et des Beaux-arts sur les Champs-Elysées.

## Historique
La création du musée est d'abord sugérée par Thiers en 1834, puis de nouveau par le directeur des Beaux-Arts, Charles Blanc.
C'est le gouvernement Dufaure et son ministre Jules Simon qui la met en œuvre
. Son but est de réunir et de mettre sous les yeux, dans un même local, les copies des tableaux des grands maîtres disséminés, soit dans les départements, soit à l'étranger, soit dans les galeries particulières, 
[afin d'] instruire les jeunes artistes par l’exemple et permettre au public de former son jugement esthétique,.
Avant même son ouverture, le musée est l'objet de vives critiques, sur son principe comme sur le choix des œuvres copiées.  La Mascarade, hebdomadaire lyonnais, présente une liste supposée, dont les titres moquent le pouvoir
.
À la suite de la démission de Charles Blanc, 
Chennevières-Pontel
devient Directeur des Beaux-Arts.
Les collections rejoignent l'École nationale supérieure des beaux-arts de Paris et divers musées de province
,, 
permettant de fermer le musée des Copies 
,.

## Œuvres exposées
La collection inaugurale est constituée d'environ 130 tableaux.
- Italie — 
  - Une salle entière est consacrée aux fresques du Vatican.
  - Des copies de Raphaël, par Ingres, Paul Baudry et Bon Boullogne, sont disséminées dans les galeries[9].
  - Michel-Ange, Andrea del Sarto et Giotto di Bondone sont visibles dans des copiés par Jules Lenepveu, Louis Charles Timbal et Louis-Casimir Hénault.
  - Une seule des nombreuses Madonne de Léonard de Vinci est retenue[10].
  - La Vénus d'Urbin du Titien est montrée à travers la Vénus couchée, de Victor Mottez (no 124), actuellement au Musée des Ursulines de Mâcon[11] ;
  - L'Ivresse de Noé de Michel-Ange, dans une copie signée de Paul Baudry, actuellement au musée d'Orsay[12] ;
  - La Vision d'Ézéchiel de Raphaël, copié par Alphonse Monchablon (no 113)[9], actuellement à l'École nationale supérieure des Beaux-Arts de Paris[13] ;
  - La Mise au tombeau  du Caravage, dans une copie (no 133) de Jean-Charles Nicaise Perrin, actuellement à l'Écolde des Beaux-Arts de Paris[14].
  - Les autres peintres italiens représentés sont Titien, Le Tintoret, Carpaccio, Fra Bartolomeo, Le Dominiquin, Le Pérugin, Le Sodoma et Le Corrège, copiés par Victor Mottez, Jacques Blanchard, Franz Adolf von Stürler, Jean-Louis Bézard, Jules Quantin et Félix-Henri Giacomotti.

- Provinces-Unies — Rembrandt et Paulus Potter, copiés par Léon Bonnat et Félix-Hippolyte Lanoüe.
- France — Seul Nicolas Poussin illustre l'école française, avec notamment une copie par Jacques Stella[15].